# Автопортрет з мантуанськими друзями

«Автопортрет з мантуанськими друзями»( англ. Self-Portrait in a Circle of Friends from Mantua) — груповий портрет раннього періоду творчості Пітера Пауля Рубенса Пітер Пауль Рубенс.

## Матуанський період митця
У фламандських митців ( архітекторів, художників, граверів, майстрів гобеленів, скульпторів ) склались добрі і довгі стосунки з італійськими князівствами Півночі та з папським Римом. Не в останню чергу через спільне віросповідування (Південні Нідерланди залишились в лоні католицької церкви на відміну від протестантської Голландії). В папському Римі працювала або проходила стажування низка фламандців.  Частка митців обрала вільну Геную, а в Мантуї працював Рубенс.
Герцогство зберігло державну самостійність, а її правляча родина - була відомими в Італії меценатами. Рубенс отримав посаду надвірного художника з правами збільшувати герцогські колекції копіями уславлених творів, а також залишати в скарбниці власні картини. Так, серед значних мистецьких придбань Рубенса 1607 року для герцогської галереї - велике полотно Караваджо «Успіння Богородиці», не прийняте пихатим священством в Римі. До того ж, він виконував дипломатичні доручення мантуанського двору. Останнє було досить корисним для авантюрно налаштованого молодика, котрий активно займався самоосвітою та заробляв гроші по-за межами мантуанського двору, попрацював у Римі, Венеції, Флоренції і в Генуї. Рубенс заробляв на життя в Італії створенням портретів на замову.
При дворі існувала власна бюрократія, а всі справи щодо герцога та виплати грошей йшли через Аннібалє Кьєппо, впливового міністра двора. Простолюдин Рубенс без титулу, чемний і навчаний шляхетності ще з Антверпена, зробив усе можливе, аби мати добрі стосунки з гордовитим міністром Кьєппо, а листи до нього повні пишних, шляхетних звертань і обіцянок прислужитися в обмін на виплати грошей, які герцог міг заборгувати майстру за чотири місяці. Так, 1603 року Рубенс за дорученням герцога Гонзага відвідав Іспанію, куди приїздив із дарунками королю Філіпу ІІІ та його могутньому міністрові герцогу Лерма. Від двох цих осіб залежала і політична доля батьківшини Рубенса, знекровлена довгою війною з Іспанською монархією. А його листи-звіти до міністра  Аннібалє Кьєппо - взагалі найраніші приватні листи Пітера Пауля Рубенса, котрі були збережені і дійшли до 20 століття.
Полон при мантуанському дворі, небагате утримання і постійні клопоти про гроші, самоосвіта і дорослішання Рубенса і як художника, і як особи, тривало майже дев'ять років (1600—1608). Чемний, але авантюрний  Рубенс наважився покинути службу у Гонзага — без дозволу герцога. Його захистили від претензій смерть матері,клопоти щодо розділу спадку і покровительство іспанських намісників в Південних Нідерландах, сваритися з якими мантуанському герцогові не було сенсу. Тим не менше,  перебування в Італії і особливо праця в папському Римі, створення вівтарних образів для декотрих римських церков сприяли появі європейської слави молодого Рубенса.

## Опис твору
Назва картини — умовна. Композиція наближена до глядача і нагадує рельєф. Всі особи одягнені в однакові чорні костюми і чорні плащі, бо це герцогські наймити, люди одного стану, яким не дозволені яскраві кольори одягу чи модне тоді мереживо. Монохромну гаму кольорів урізноманітнюють лише білі комірці, сірий плащ Рубенса та карнація засмаглих облич. Це один з перших групових портретів художника. Але знайомі між собою та Рубенсом люди були призабуті, а їх імена втрачені. А художник не зробив написів імен над їх головами, бо портрет зберігав риси приватності, пам'яті  і майже приязні.  Дослідження довели, що перший пан ліворуч із бородою, повернутий до художника - композитор Клаудіо Монтеверді, автор опери «Орфей». Суворий пан праворуч за спиною художника — ймовірно, впливовий міністр Аннібалє Кьєппо, картини для якого обіцяв робити підлеглий художник. Про інших не збережено ні точних імен, ні розпізнаних окремих портретів (музики ? співаки ? помічники художників-земляки ?). Чоловіки занурені у власні думки і майже не активні в стосунках між собою.
При мантуанському дворі працював і земляк Рубенса — художник Франс Поурбюс молодший. Рубенс міг мати з ним більш теплі стосунки. Але чи присутній він на картині ? Не дає розгадок і темний пейзаж на тлі, де зображено чи то провінційний монастир, чи то церкву. Зв'язок із глядачем має лише сам Рубенс, корий озирнувся на мить і єдиний привітно глянув у бік живих.